# Komitat Csanád
Das Komitat Csanád (deutsch auch Komitat Tschanad; ungarisch Csanád vármegye, lateinisch comitatus Chanadiensis) war eine Verwaltungseinheit im Zentrum des Königreichs Ungarn. Verwaltungssitz war Makó.
Heute liegt der größere Teil in Ungarn (in den heutigen Komitaten Csongrád-Csanád und Békés), der kleinere Teil in Rumänien (im Kreis Arad).

## Lage

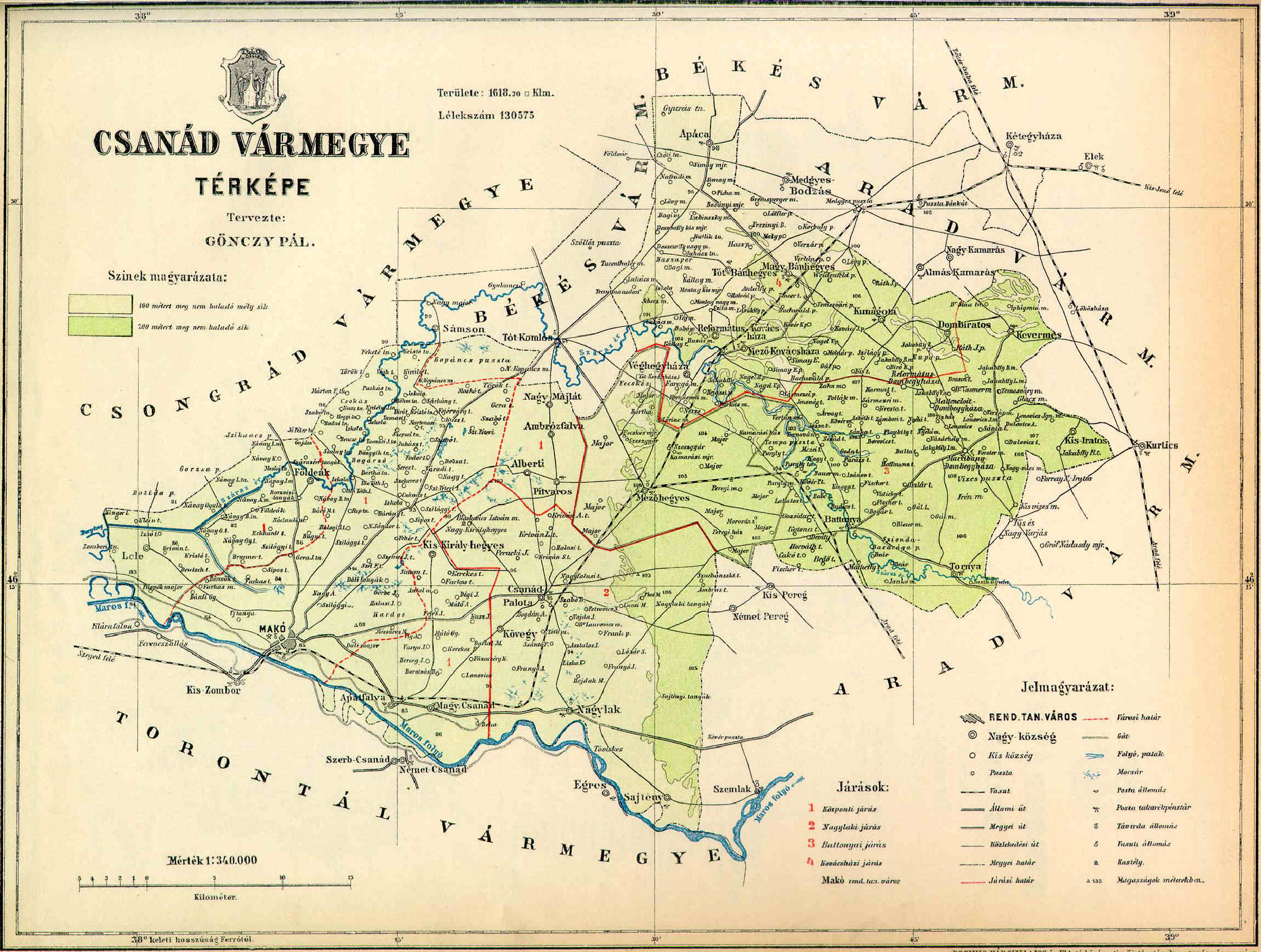
Karte des Komitats Csanád um 1890

Das Komitat Csanád umfasste ein Gebiet von 1714 km². Das Relief war vom Großen Ungarischen Tiefland geprägt. Die Höhenunterschiede des Komitats hielten sich demzufolge in Grenzen: Sie schwankten zwischen 80 und 107 Metern über Meereshöhe. Der Hauptfluss und zugleich südliche Grenze des Komitats war der Maros (heute rumänisch Mureș). Es grenzte an die Komitate Csongrád, Békés, Arad und Torontál.

## Wappen
Das Wappen des Komitates Csanád zeigt den Heiligen Gerhard von Csanád, ungarisch Szent Gellért, den ersten Bischof von Csanád. Er war Erzieher des heiligen Prinzen Imre und gilt als Patron dieses Berufes. Bischof Gerhard wurde während der Thronwirren nach dem Tode König Stephans I. am 24. September 1046 ermordet. Er erhielt die „Märtyrerpalme“, als er auf dem Kelenhegy (heute Gellértberg) bei Alt-Buda oberhalb der Donau mit Lanzen erstochen wurde. So erklären sich seine Attribute.

## Bevölkerung
Die Volkszählung 1900 erbrachte eine Bevölkerungszahl von 140.007 Personen. Damit war Csanád eines der am dichtesten besiedelten Komitate überhaupt. Darunter waren 103.242 (73,2 %) Ungarn, 1182 (0,8 %) Deutsche, 17.274 (12,3 %) Slowaken und 13.982 (10 %) Rumänen und 3981 Serben (2,8 %). Die Ungarn waren bis auf den Kreis Nagylak überall im Komitat mehrheitlich vertreten. Der Großteil der Slowaken und Rumänen lebte im Kreis Nagylak, die Serben im Kreis Battonya. Der Komitatssitz war die Stadt Makó. 71.610 der Personen bekannten sich als Katholiken, 25.234 als Calvinisten, 18.384 als Lutheraner, 4520 als Unierte, 16.567 als Orthodoxe und 3254 als Israeliten.

## Bezirksunterteilung

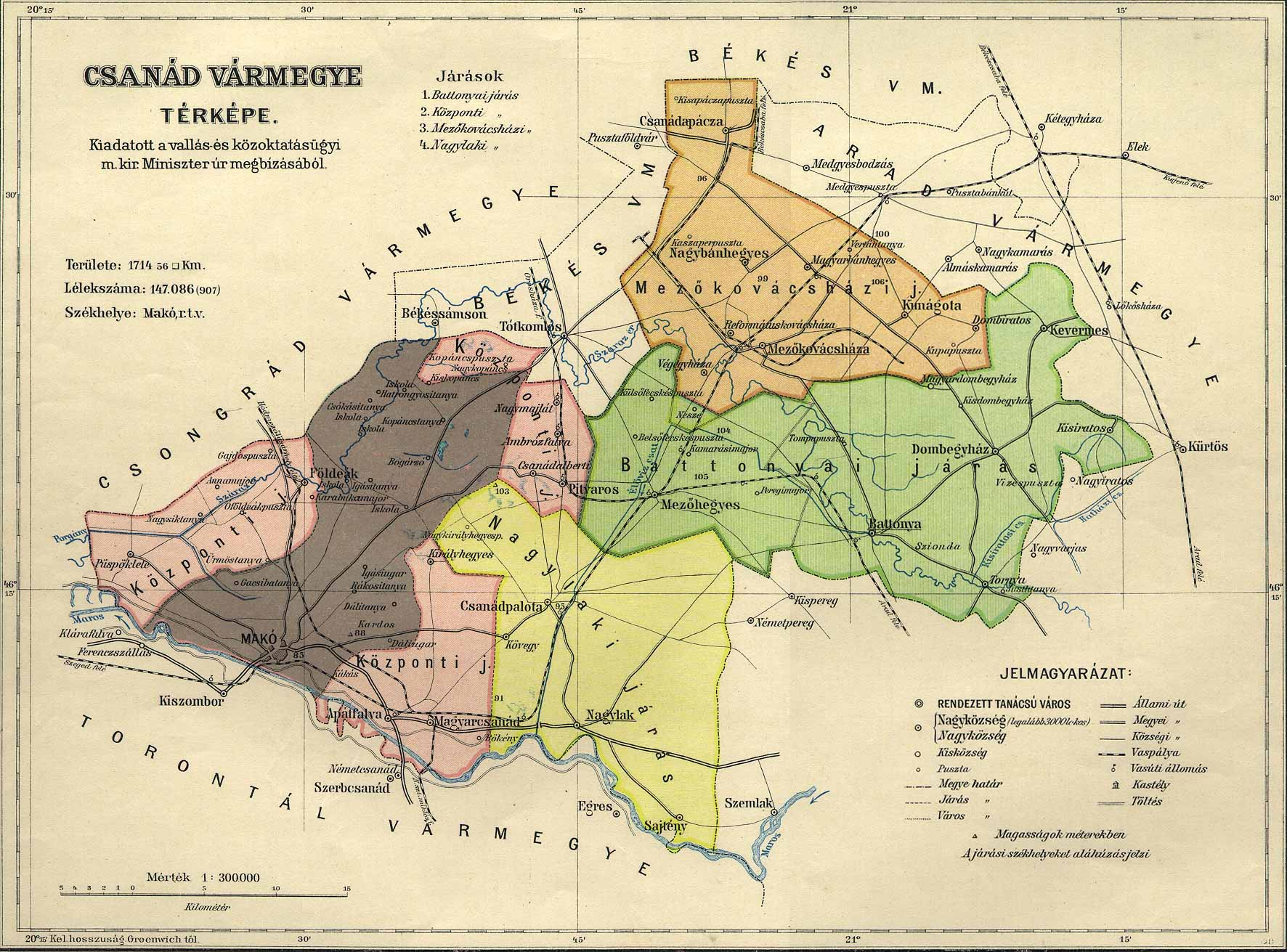
Karte der Stuhlbezirke

Das Komitat bestand im frühen 20. Jahrhundert aus folgenden Stuhlbezirken (nach dem Namen des Verwaltungssitzes benannt):
| Stuhlbezirke (járások)                | Stuhlbezirke (járások) |
| Stuhlbezirk                           | Verwaltungssitz        |
| ------------------------------------- | ---------------------- |
| Bezirk Battonya                       | Battonya               |
| Bezirk Központ                        | Makó                   |
| Bezirk Mezőkovácsháza                 | Mezőkovácsháza         |
| Bezirk Nagylak                        | Nagylak                |
| Stadtbezirk (rendezett tanácsú város) |                        |
| Makó                                  |                        |

Die Stadt Nagylak liegt im heutigen Rumänien, alle anderen Orte im heutigen Ungarn.